# 색차

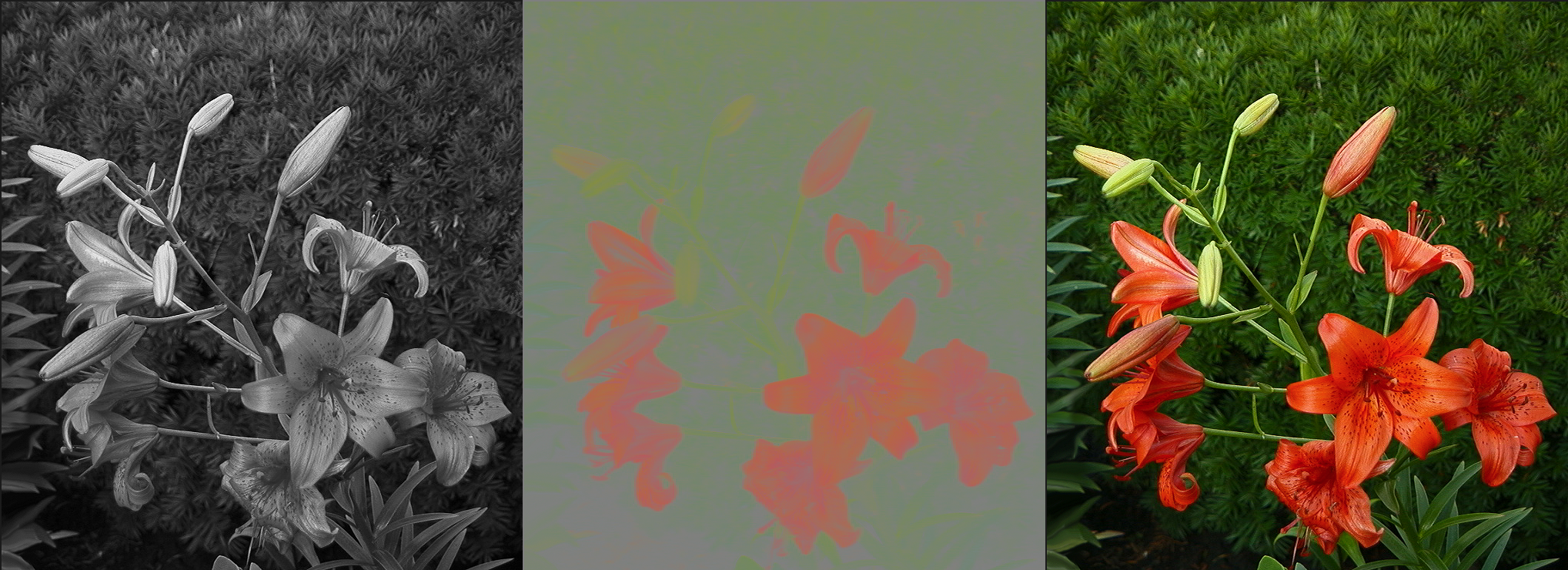
루미넌스 전용, 색차 전용, 풀 컬러 이미지

색차(Chrominance, 줄여서 크로마)는 많은 영상 시스템에서 쓰이는 신호이며, 색차와 함께 하는 루마 신호에서 별도로 그림의 색 정보를 전달하는 데 쓰인다.
색차는 일반적으로 U = B' − Y'(파란색 − 루마) 및 V = R' − Y'(빨간색 − 루마)라는 두 가지 색차 구성 요소로 표시된다. 이러한 각 차이 구성 요소에는 적용 가능한 비디오 표준에 지정된 대로 스케일 인수와 오프셋이 적용될 수 있다.
컴포지트 비디오 신호에서 U 및 V 신호는 색상 부반송파 신호를 변조하며 그 결과를 색차 신호라고 한다. 이 변조된 색차 신호의 위상과 진폭은 대략 색상의 색조와 채도에 해당한다. Y'CbCr과 같은 디지털 비디오 및 정지 이미지 색상 공간에서 루마 및 색차 구성 요소는 디지털 샘플 값이다.
RGB 색상 신호를 루마와 색차로 분리하면 각각의 대역폭을 별도로 결정할 수 있다. 일반적으로 아날로그 컴포지트 비디오에서는 변조된 색상 하위 반송파의 대역폭을 줄임으로써 색차 대역폭을 줄이고, 디지털 시스템에서는 색도 하위 샘플링을 통해 색차 대역폭을 줄인다.

## 텔레비전 표준의 색차
텔레비전의 빨강 초록 파랑 (RGB) 신호를 위한 컬러 카메라 채널 색도 위도에 대응하여 색상과 포화도로 구분되는 텔레비전 신호를 말한다.

## 디지털 시스템의 색차
임의의 색과 그 색과 같은 휘도를 가진 기준색과의 측색적인 차다.

## 같이 보기
- 휘도
- 크로마 서브샘플링
- 크로마 키